# Automeris dunschei
Automeris dunschei é uma espécie de mariposa do gênero Automeris, da família Saturniidae.
Sua ocorrência foi registrada na Bolívia, departamento de La Paz, Guanay; rio Tupuani, a 560 m de altitude.